# Tverskoj
Il quartiere Tverskoj (in russo Тверской район?) è un quartiere di Mosca sito nel Distretto Centrale. Si estende da Kitaj-gorod verso nord-ovest. Prende il nome dall'omonimo viale, che costituisce il tratto urbano della strada per la città di Tver'.
Nel suo territorio si trovano la Duma di Stato, il Consiglio Federale, il carcere di Butyrka, il Municipio di Mosca, ed il quartier generale della polizia urbana. Conta inoltre molti teatri, tra cui il Bol'šoj.
Il suo sviluppo urbano, risalente al XV secolo si concentrò attorno alla via Tverskaja che diventò una delle principali vie di collegamento quando Pietro il Grande spostò la capitale russa a San Pietroburgo.